# Травка (фильм)
«Травка» (или «Листья травы») (англ. Leaves of Grass) — американская трагикомедия с Эдвардом Нортоном в ролях главных героев-близнецов. Премьера фильма прошла на Торонтском кинофестивале 2009 года, а через год он вышел в ограниченный прокат.

## Сюжет
Профессор классической философии Брауновского университета Билл Кинкейд получает весть о смерти брата-близнеца Брэди. Билл возвращается на похороны в ненавистную ему Оклахому, где находит брата живым. Брэди мотивирует вызов брата на родину беременностью своей гражданской жены Коллин (Мелани Лински), а Билл чувствует себя не в своей тарелке и порывается скорее уехать. Брат уговаривает его на время остаться, чему способствует знакомство Билла с местной учительницей Джанет (Кери Расселл). Брэди зарабатывает на жизнь выращиванием марихуаны. Оборудование для производственного цеха было куплено на деньги наркобосса Пага Ротбаума (Ричард Дрейфус), который требует возврата долга. С помощью друга и коллеги Рика (Тим Блейк Нельсон) Брэди убивает Ротбаума, пока Билл невольно обеспечивает ему алиби. Когда план, казалось, успешно выполнен, случайность приводит к трагическому концу.

## В ролях
- Эдвард Нортон — Билл Кинкейд; Брэди Кинкейд
- Сьюзан Сарандон — Дэйзи Кинкейд
- Кери Расселл — Джанет
- Ричард Дрейфус — Паг Ротбаум
- Тим Блейк Нельсон — Рик Болджер
- Мелани Лински — Коллин

## Реакция
Роджер Эберт назвал «Травку» фаворитом Торонтского кинофестиваля, прошедшего в сентябре 2009 года. Ровно через год «Millennium Pictures» начала ограниченный прокат фильма, собравшего 1 миллион долларов, из которого лишь 70 тысяч в американских кинозалах. Потратившая на «Травку» 9 миллионов независимая кинокомпания «First Look Studios» в том же 2010 году обанкротилась. Через месяц после начала проката фильм вышел на DVD и Blu-Ray, последний носитель содержит расширенную на 46 минут версию. «Травка» получила смешанные отзывы: 63 % положительных оценок от рецензентов и 48 % благоприятных голосов от пользователей Rotten Tomatoes.